# Valašské Klobouky
Valašské Klobouky (deutsch Walachisch Klobouk, älter auch Klobuch) ist eine Stadt mit 5039 Einwohnern (Stand 1. Jan. 2014) in der Region Zlínský kraj (Tschechien).

## Geographie
Die Stadt befindet sich im Tal der Brumovka im nördlichen Teil der Weißen Karpaten.

## Geschichte

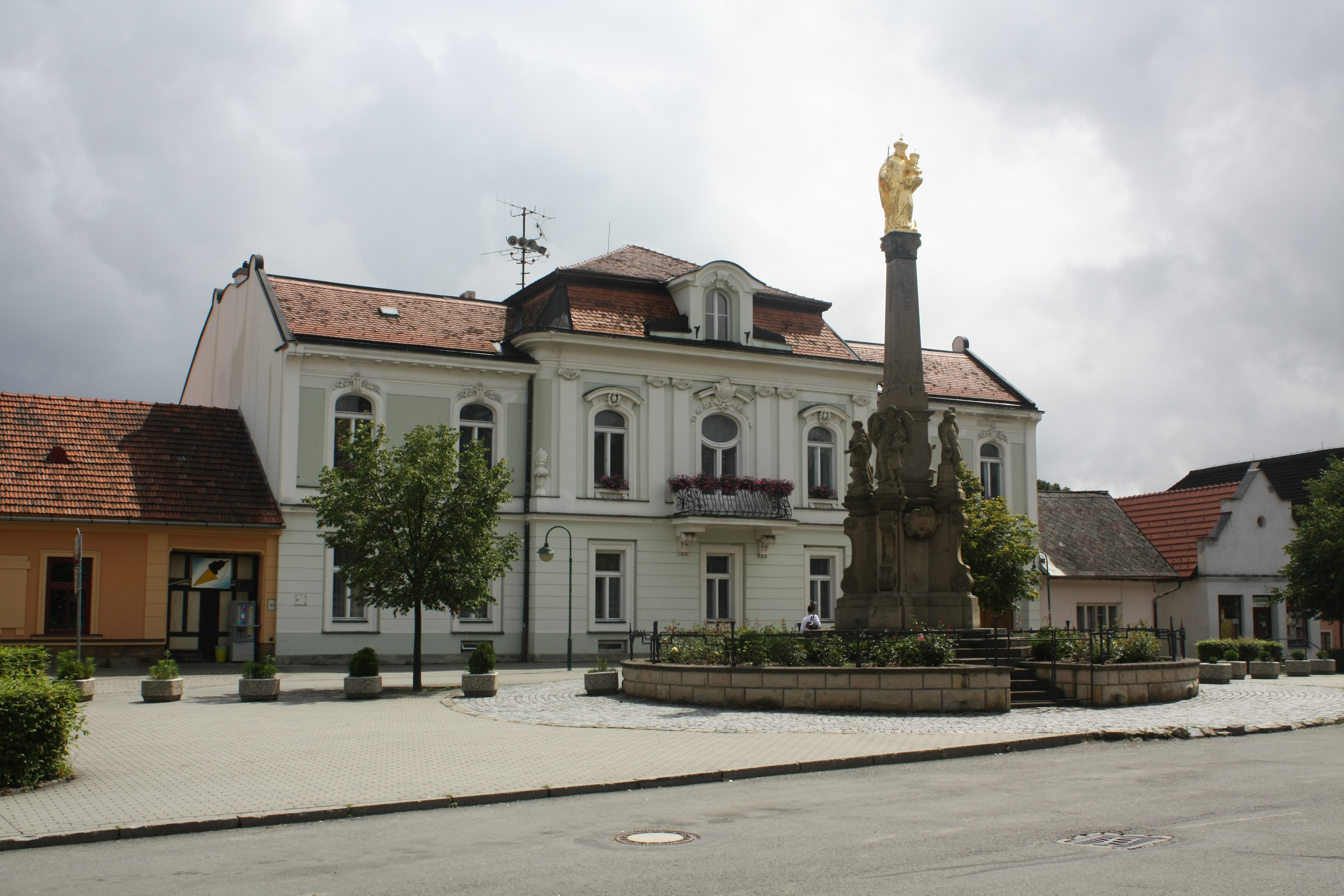

Im 14. Jahrhundert wurden dem Ort zahlreiche Privilegien zuteil. 1356 wurde er zum Städtchen ernannt, durfte Märkte abhalten und bekam eigene Gerichtsbarkeit. Ab dem 16. Jahrhundert wurde es bereits als Stadt bezeichnet. Gestärkt wurde die Position des Städtchens durch den Kaiser Sigismund, der damit seine Position gegenüber der unweit liegenden, von den Hussiten besetzten Burg Brumov stärken wollte.
Während des Krieges mit Ungarn wurden zahlreiche Dörfer in der Umgebung niedergebrannt. Die Ländereien gehörten damals den Herren von Podmanitz (Podmaničtí z Podmanic). Den größten Aufschwung erlebte die Gemeinde Ende des Mittelalters unter der Herrschaft der Herren von Lomnitz (z Lomnice). Bis Anfang des 17. Jahrhunderts, als sie durch Jesuiten rekatholisiert wurde, war die Stadt protestantisch.
Während des Dreißigjährigen Krieges wurde die Stadt öfters überfallen und ausgeraubt. Im 18. und 19. Jahrhundert siedelten sich im Ort immer mehr Handwerker und vor allem Weber an, die neben der Landwirtschaft zum stärksten wirtschaftlichen Zweig heranwuchsen. Im 20. Jahrhundert folgte der Maschinen- und Waffenbau.
Nach 1960 wurden der Stadt im Zuge der Gebietsreform sieben Gemeinden zugeordnet.

## Persönlichkeiten
- Hubert Gessner (1871–1943), Architekt
- Franz Gessner (1879–1975), Architekt
- Jan Matzal (1881–1961), Romanautor
- Jaroslav Pacák (1902–1984), Maler, Theoretiker der bildenden Kunst
- Jaroslav Bařinka (1909–1980), Regisseur, Hörspielautor
- Josef Valčík (1914–1942), Persönlichkeit des tschechoslowakischen Widerstandes 1939–1945 gegen den Nationalsozialismus
- Josef Balejka (1917–2004), Kriegsheld
- Ladislav Mňačko (1919–1994), Schriftsteller, Dramaturg
- Bedřich Havlíček (1922–1994), Historiker
- Miloš Šperling (1925–1989), Bildhauer
- Milena Fucimanová (* 1944), Schriftstellerin, Dichterin, Übersetzerin
- Zdeněk Matyáš (1945–2001), Maler

## Ortsteile
- Lipina, landwirtschaftlich geprägtes Dorf mit 246 Einwohnern, 1407 erstmals erwähnt
- Mirošov, landwirtschaftlich geprägtes Dorf mit 88 Einwohnern, 1460 erstmals erwähnt
- Smolina, landwirtschaftlich geprägtes Dorf mit 274 Einwohnern, 1503 erstmals erwähnt